# Tobias Furneaux
Tobias Furneaux (Plymouth, 21. kolovoza 1735. – Plymouth, 18. rujna 1781.), engleski pomorac i istraživač, zapovjednik broda Adventure na drugom putovanju kapetana Jamesa Cooka u Oceaniju. Prvi je čovjek koji je oplovio svijet u oba smjera.
Rođen je u Plymouthu kao sin Williama (1696. – 1748.) i Susanne rođene Wilcocks (1698. – 1775.). Zaposlio se u britanskoj kraljevskoj mornarici te je plovio francuskim, afričkim i karipskim obalama. Na Karibima je boravio tijekom Sedmogodišnjeg rata, od 1760. do 1763. godine. Služio je kao drugi poručnik broda Dolphin na putovanju Samuela Wallisa od kolovoza 1766. do svibnja 1768. Zbog toga što je Wallis bio bolestan i odlučio ostati u kabini, Furneaux je prvi Europljanin koji je stupio na Tahiti i zauzeo ga za Englesku 25. lipnja 1767. godine. U studenom 1771. dobio je zapovjedništvo nad brodom Adventure, pratećim brodom kapetana Jamesa Cooka. Dva puta je tijekom tog putovanja išao drugim putem od Cookovog broda Resolution. Istraživao je Tasmaniju. U kolovozu 1773. Furneauxov brod krenuo je iz Tahitija i pristao u London u listopadu sljedeće godine. Tada je u Englesku doveden Omai, drugi domorodac Oceanije koji je posjetio Europu. Sudjelovao je na britanskoj strani tijekom Američkog rata za neovisnost.
James Cook je pri kraju svoga drugog putovanja, na Rtu dobre nade, dobio izvještaj kapetana Furneauxa. Saznao je kako je brod Adventure sretno stigao u Englesku, ali je u Zaljevu kraljice Charlotte na Novom Zelandu ostao bez desetorice najboljih svojih mornara. Furneaux ih je poslao čamcem na obalu prikupiti divljeg zelenja. Međutim, domoroci su napali čamac, ubili i pojeli posadu. Tada se posada broda Adventure uvjerila da su Maori ljudožderi. U napadu domorodaca stradali su kadeti Rowe i Woodhouse, vođa odjeljka Franois Murphy, posada prednjeg odjela William Facey, Thomas Hill, Michael Bell i Edward Jones, posada krmenog odjela John Cavenaugh i Thomas Milton te kapetanov pripomoćnik James Sevilley.